# Culatta

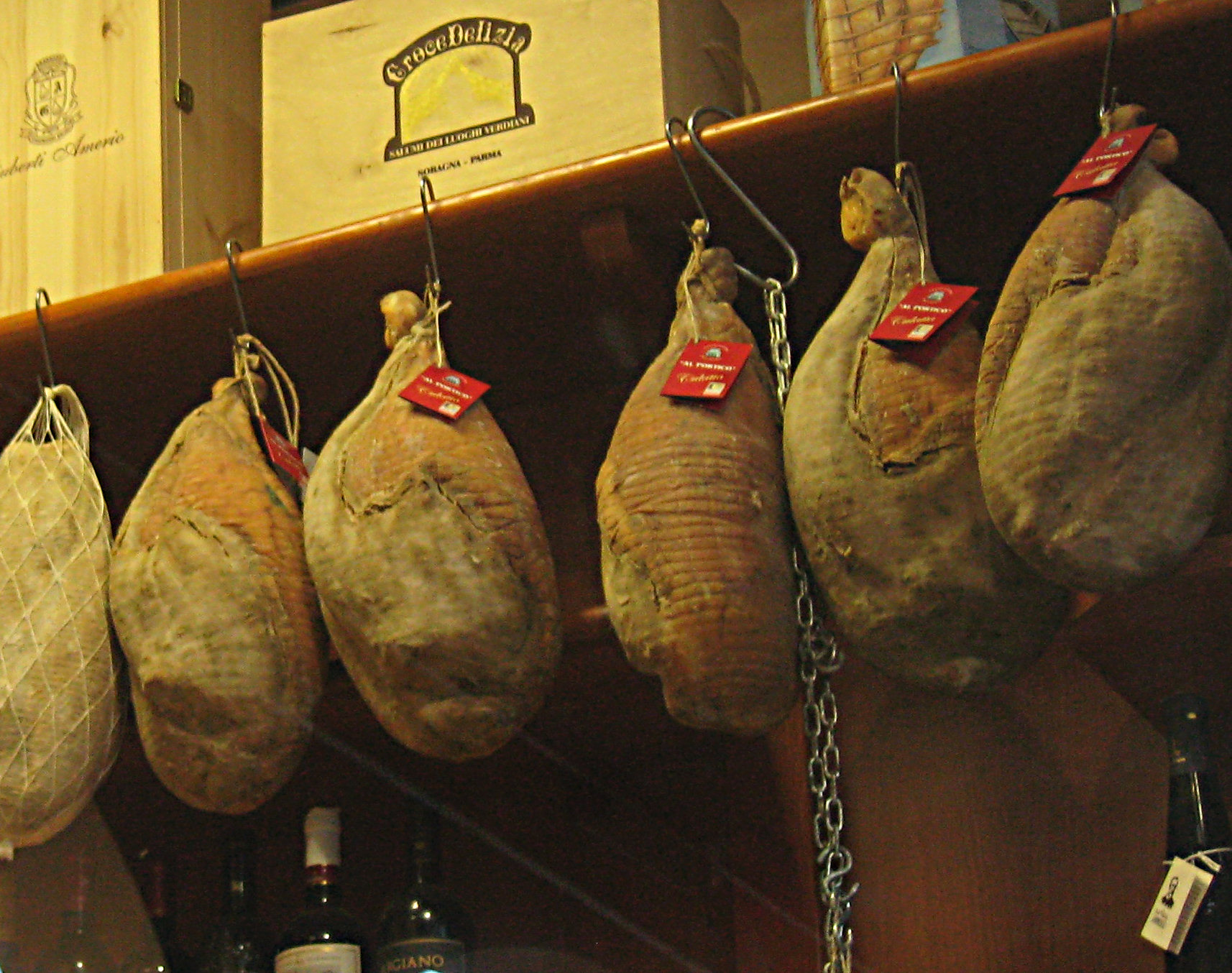
Culatta

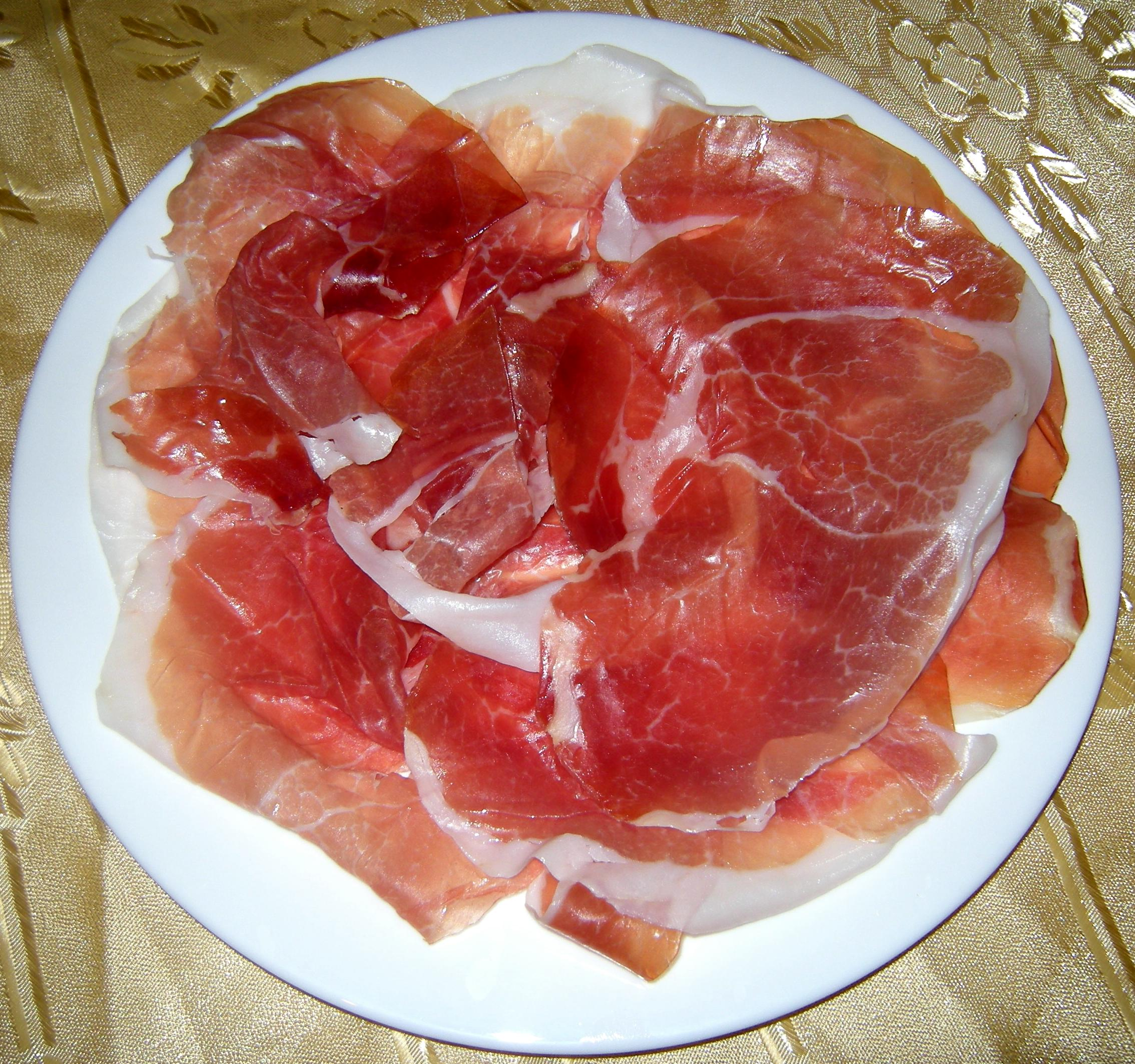
Aufgeschnitten

Culatta ist ein italienischer Rohschinken. Er gilt als typisches Produkt der westlichen Emilia-Romagna, insbesondere der beiden Provinzen Parma und Piacenza. Bekannt ist er auch unter den Namen Culaccia di Parma und Culatello con cotenna, in Anlehnung an den bekannteren Culatello di Zibello.

## Herstellung
Die Herstellung des Culatta-Schinkens vereint die Herstellungstechniken des Parmaschinkens und des Culatello di Zibello. Wie bei Letzterem wird für Culatta, abgeleitet von culo (italienisch für Hintern), die Schweine-Unterschale (it. culatello) verwendet und der Knochen entfernt. Die Schwarte bleibt dagegen beim Original Culatelloschinken wie beim Parmaschinken erhalten, woraus sich der Name „Culatello mit Schwarte“ (it. Culatello con cotenna) ableitet.
Da die Schwarte nicht entfernt wird, muss der Culatta-Schinken, im Gegensatz zum Culatello di Zibello, nicht in einen Naturdarm gefüllt werden. Die schwartenfreie Seite wird mit der sogenannten Sugna einer aus Salz, Pfeffer und Schweineschmalz bestehenden Mischung, zu der eventuell noch Reismehl hinzugefügt werden kann, eingeschmiert. Die Sugna verhindert das Austrocknen des Schinkens, schützt ihn vor Ungezieferbefall und hält ihn zugleich weich.
Vor dem Einschmalzungsprozess, der sogenannten Sugnatura wird der Schinken noch eingesalzen. Anschließend ruht er für 15 Tage in Kühlzellen, um danach gereinigt vom überschüssigen Salz befreit zu werden. Bevor er zum Trocknen in klimatisierten Räumen aufgehängt wird, wird er noch in Garnnetze gesteckt. Der Trockenprozess dauert zwei bis drei Monate bei zunächst 24 °C Raumtemperatur, die dann schrittweise auf 16 °C herabgesenkt wird. Danach reift er für zwölf bis 18 Monate in Kellerräumen, bevor er zum Verzehr bereit ist. Der Culata-Schinken ist weich, besitzt einen zarten Geruch und einen süßlichen Geschmack. Er hat eine gleichmäßige in die Länge gezogene rundliche Form.